# ズッコケパラダイス
「ズッコケパラダイス」は、石田燿子（石田よう子名義）の楽曲。1995年11月1日に石田の5枚目のシングルとして日本コロムビアから発売された。

## 概要
前作「ちょっぴりシェフきぶん」から約5ヶ月半ぶりのシングル。
表題曲は、テレビアニメ『ズッコケ三人組 楠屋敷のグルグル様』のオープニングテーマに起用された。
カップリング曲は石田ではなく、堀江美都子による楽曲で、同アニメのエンディングテーマに起用された。
表題曲は石田のアルバム未収録となっており、カップリング曲は堀江のアルバム『歌のあゆみ7 Heartful』に収録されている。
2025年3月現在、廃盤となっている。

## シングル収録内容
| 全作詞: 佐藤ありす。 |                                                  |            |            |            |
| #                    | タイトル                                         | 作詞       | 作曲・編曲 | 歌         |
| 1.                   | 「ズッコケパラダイス」                           | 佐藤ありす | TAKE-BAH   | 石田よう子 |
| 2.                   | 「心の中のエバーグリーン」                       | 佐藤牧子   | 葦澤伸太郎 | 堀江美都子 |
| 3.                   | 「ズッコケパラダイス」(オリジナル・カラオケ)     | 佐藤ありす |            |            |
| 4.                   | 「心の中のエバーグリーン」(オリジナル・カラオケ) | 佐藤ありす |            |            |